# Apollo Hofmeister
Apollo Hofmeister (znana również pisownia Apolin Hofmeister, Apolon Hofmeister, ur. 1825 w Szostakowie w pow. brzeskolitewskim, zm. 1 lipca 1890 w Krakowie) – wojewoda brzeskolitewski w powstaniu styczniowym, polski działacz narodowy i społeczny, ziemianin, zesłaniec.

## Życiorys
Urodził się w 1825 roku w protestanckiej rodzinie ziemiańskiej w Szostakowie, syn Pawła Hofmeistera. Ukończył gimnazjum w Warszawie i uniwersytet w Berlinie. W 1846 roku współpracował z Karolem Libeltem, działał w spisku mającym wywołać powstanie. W związku ze sprawą Reera został aresztowany w Wilnie i osądzony. Został skazany na pręgierz i roty aresztanckie w Orsku. Po ogłoszeniu przez cara amnestii wrócił do kraju. Odziedziczył po rodzicach majątek Szostakowo i przed 1861 uwłaszczył chłopów w swoich dobrach. Sytuacja prawna była trudna, więc swoim kosztem przeprowadził symulowaną sprzedaż każdej działki rodzinie chłopskiej. Był lubiany i szanowany przez chłopów.
Był bliskim przyjacielem, sąsiadem i współpracownikiem Romualda Traugutta. Działał w organizacjach narodowych i w grodzieńskiej organizacji powstańczej. W czasie powstania styczniowego był powstańczym wojewodą brzesko-litewskim.
W 1864 za działalność powstańczą został uwięziony i skazany na zesłanie. Karę odbywał w Usolu. W 1868 na mocy manifestu carskiego zamieszkał w Irkucku i utrzymywał się tam z lekcji muzyki. Dzięki pomocy zagranicznego znajomego otrzymał paszport emigracyjny (bez prawa powrotu do Imperium Rosyjskiego).
Wyjechał do Galicji, mieszkał w Brodach, a potem w Krakowie, gdzie zmarł 1 lipca 1890. Pochowany na cmentarzu Rakowickim w Krakowie.